# Tolmezzo
Tolmezzo is een gemeente in de Italiaanse provincie Udine (regio Friuli-Venezia Giulia) en telt 10.541 inwoners (31-12-2004). De oppervlakte bedraagt 65,7 km², de bevolkingsdichtheid is 163 inwoners per km².
De volgende frazioni maken deel uit van de gemeente: Cadunea, Caneva, Casanova, Cazzaso, Fusea, Illegio, Imponzo, Terzo, Lorenzaso.

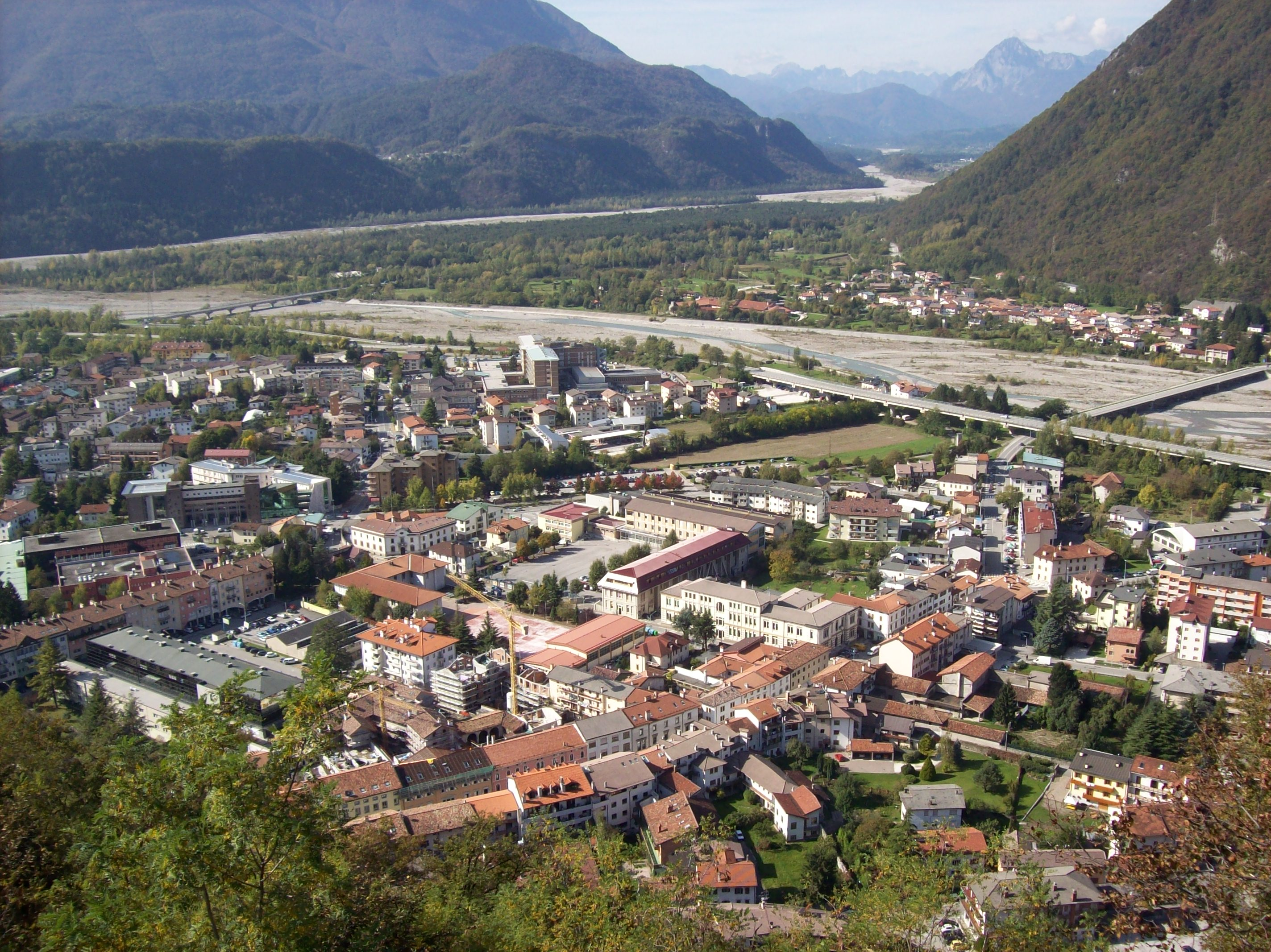
Tolmezzo
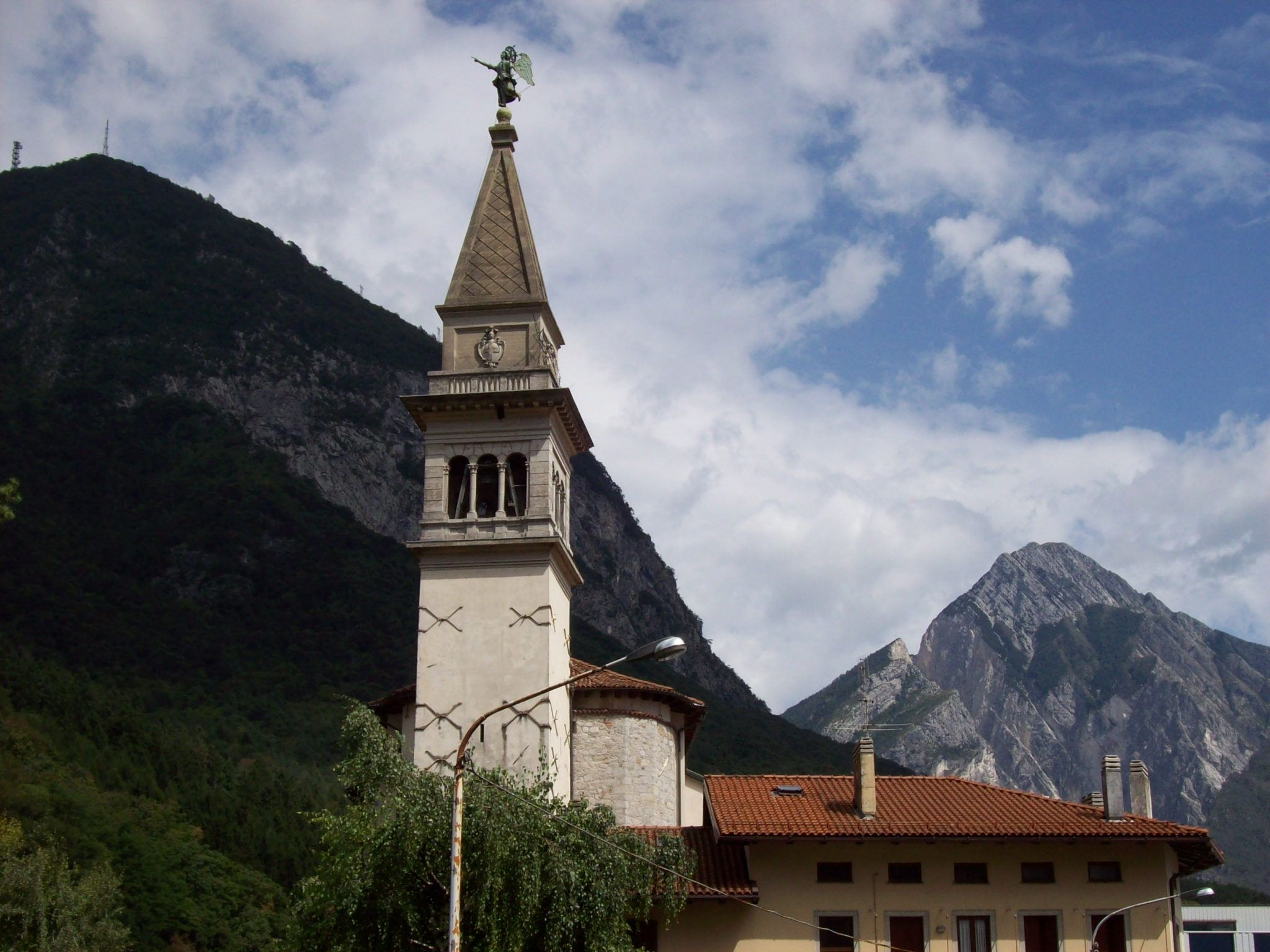
Dom in Tolmezzo
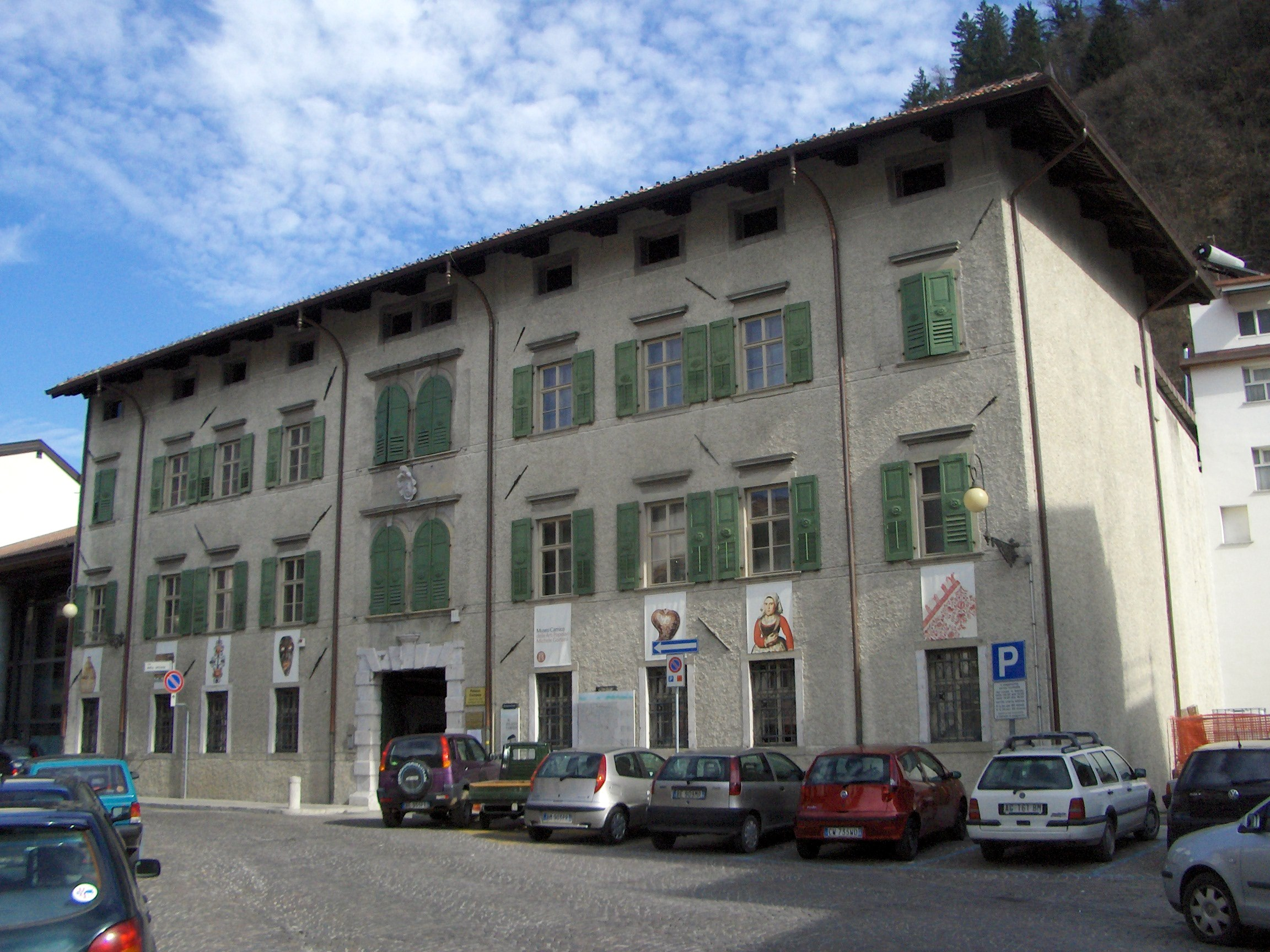
Palazzo Campeis

## Demografie
Tolmezzo telt ongeveer 4397 huishoudens. Het aantal inwoners bleef stabiel in de periode 1991-2001 volgens cijfers uit de tienjaarlijkse volkstellingen van ISTAT.
| Jaar | Inwoneraantal |
| ---- | ------------- |
| 1991 | 10.616        |
| 2001 | 10.611        |

## Geografie
De gemeente ligt op ongeveer 323 meter boven zeeniveau.
Tolmezzo grenst aan de volgende gemeenten: Amaro, Arta Terme, Cavazzo Carnico, Lauco, Moggio Udinese, Verzegnis, Villa Santina, Zuglio.

## Geboren
- Pietro Brollo (1933), geestelijke en aartsbisschop
- Dante Spinotti (1943), cameraman
- Maurizio Ganz (1968), voetballer
- Giorgio Di Centa (1972), langlaufer
- Alessandro Pittin (1990), noordse combinatieskiër
- Nicola Venchiarutti (1998), wielrenner
- Jonathan Milan, (2000), wielrenner
- Davide Toneatti, (2001), wielrenner